# Tetris Friends
Tetris Friends je bila spletna igra v stilu Tetrisa, ki jo je razvila družba Tetris Online, Inc. Registrirani uporabniki so lahko svoje rezultate primerjali s svojimi prijatelji in s celotno skupnostjo. Takrat je bila to tudi edina uradna platforma Tetris, ki je predvajala oglase pred začetkom igre.  Tetris Friends je imel več kot milijon registriranih uporabnikov.
Tetris Online, Inc je 30. maja 2019 prenehal z delovanjem. Na ta datum, tudi Tetris Friends ni bil več na voljo.

## Sprejem
Tetris Friends je na splošno naletel na pozitivne ocene. PC Review mu je dal 4.0 / 5, katerem je zapisano, da je "igranje gladko, spletno mesto pa je postavljeno čisto in zelo enostavno za uporabo. Preprosto, a učinkovito." 

## Dokončno zaprtje videoigre
25. aprila 2019 se je na domači strani Tetris Friends pojavil transparent, v katerem je pisalo, da "Tetris Friends po 31. maju 2019 ne bo več na voljo." To je sovpadlo z zaustavitvijo podjetja Tetris Online, Inc (matično podjetje videoigre). 31. maja 2019 se je Tetris Friends trajno zaprl skupaj s podjetjem Tetris Online, Inc.